# 蘇斯冰川

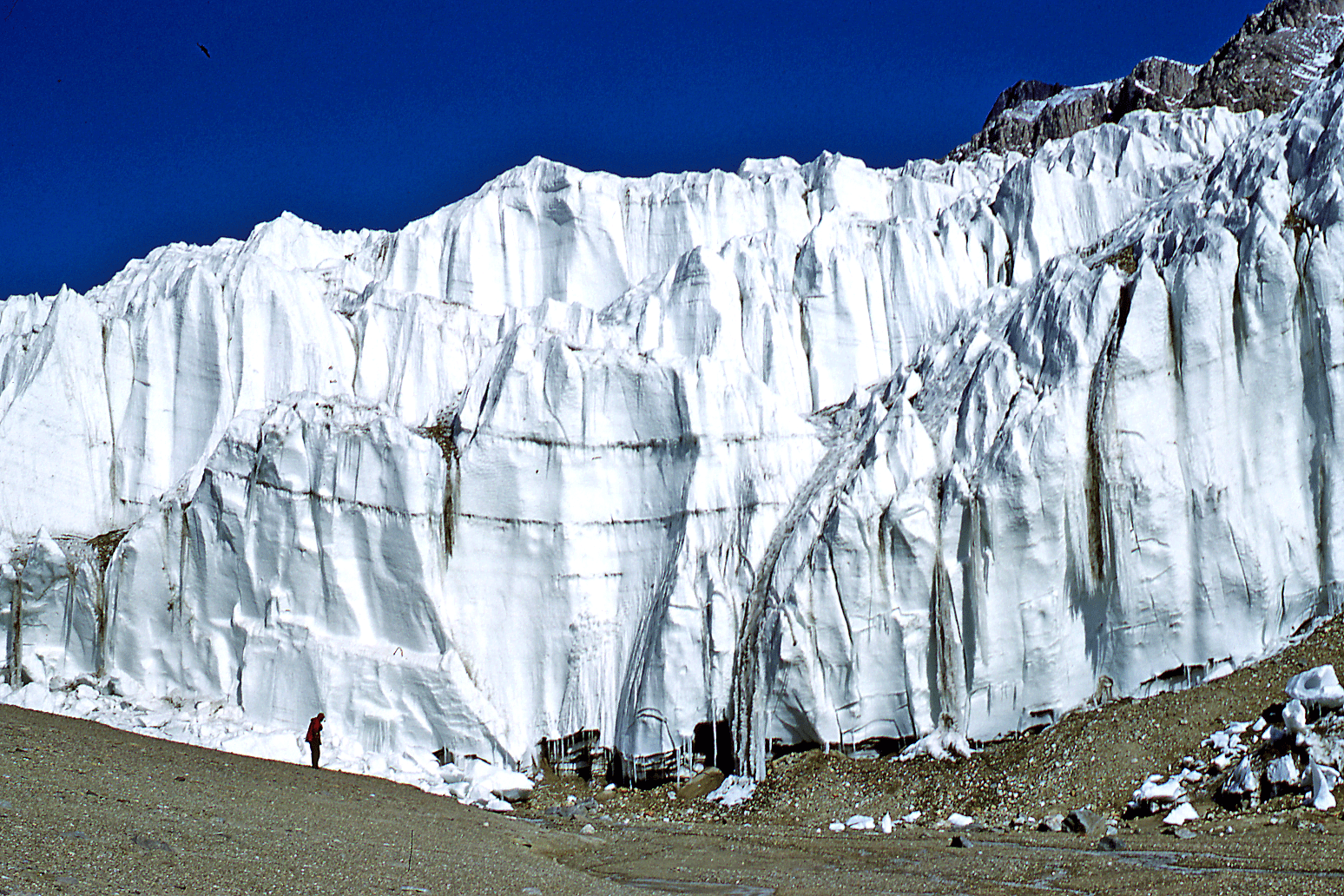
南极洲的苏斯冰川

77°38′S 162°40′E / 77.633°S 162.667°E
蘇斯冰川（英語：Suess Glacier）是南極洲的冰川，位於維多利亞地，處於加拿大冰川和拉夸冰川之間，由英國探險隊繪入地圖和命名，以澳大利亞的地質學家命名。